# ليتل ميمو: ذا دريم ماستر
ليتل ميمو: ذا دريم ماستر (بالإنجليزية: Little Nemo: The Dream Master)‏ (باليابانية:パジャマヒーロー NEMO) ، هي لعبة فيديو من نوع منصات، أنتجت من قبل شركة كابكوم اليابانية سنة 1990م، وتدور قصة اللعبة حول فتى صغير يريد أن يرى الحياة الافتراضية بعد أن أيقظ نفسه من السرير.

## وصلات خارجية
- يلتل ميمو: ذا دريم ماستر في موقع موبي چيمز
- Little Nemo: The Dream Master على موبي غيمز